# San Benedetto Ullano
San Benedetto Ullano er en by i Calabrien, Italien med 1.370 (2023) indbyggere.